# Bridges (banda)
Bridges fue una banda noruega de rock formada en 1976 en Oslo por Pål Waaktaar y Magne "Mags" Furuholmen. Tras el lanzamiento de su álbum debut y la grabación de su segundo trabajo, debido a diferencias entre los integrantes, el grupo se separa y en 1982 Pål Waaktaar y Magne Furuholmen, junto con Morten Harket, forman la banda A-ha.

## Miembros
- Pål Waaktaar: voz y guitarra.
- Magne Furuholmen: teclado.
- Viggo Bondi: bajo.
- Øystein Jevanord: batería.

## Historia
Pål Waaktaar y Magne Furuholmen eran amigos desde la infancia que crecieron juntos en Oslo y que pertenecieron a diferentes bandas locales. En 1976 formaron la banda Bridges, junto a Viggo Andreas Bondi y Erik Haglien quién es reemplazado poco después por Øystein Jevanord. El 27 de mayo de 1977 tocan su primer concierto en el club local Chateau Neuf. En 1979 Morten Harket y Bridges contactan por primera vez.
En el verano de 1980 el grupo lanza su primer álbum, Fakkeltog. Financiado por ellos mismos, producido por Svein Erichsen y lanzado bajo su propio sello, Våkenatt, se distribuye una única tirada de 1000 copias, de las que se venden pocas unidades. Ese mismo año participan en el Norgesmesterskap.
A finales del mismo año, entre diciembre y enero de 1981, la banda graba su segundo álbum en Sound Art Studio y producido de nuevo por Erichsen. En ese momento la formación decide cambiar su nombre a Poem. Sufrieron un robo en el que se llevaron varias maquetas del estudio y el bajo del Viggo Bondi. El material fue encontrado en un coche en la frontera con Suecia y la grabación finalmente pudo concluir. Sin embargo, cada miembro del grupo empezó a caminar por su cuenta, salvo Magne y Pål, que comenzaron a adquirir nuevos instrumentos y a grabar conjuntamente.
La banda tocó su último concierto en el verano de 1981, cancelaron el lanzamiento de su segundo LP, del que por entonces no se conoció el título, y el grupo se separó en la primavera de 1982 cuando Viggo y Øystein decidieron no acompañar a Pål y Magne a Londres.
En primavera de 1982 Pål y Mags viajaron por primera vez a Inglaterra solos, tras la ruptura de Bridges y la negativa de Morten Harket en acompañarlos. Allí se anunciaron, pero solo consiguieron que por un corto período se les uniera un arpista. La vivencia en Inglaterra fue difícil, con muy pocos medios y el viaje no resultó en el éxito que esperaban. Después de casi seis meses y debido a la falta de dinero, regresaron a Noruega.
En su regreso a Olso decidieron practicar más y grabar algunas maquetas. Durante el verano de 1982 en una cabaña de los padres de Pål en Nærsnes (Asker) escriben y graban algunas canciones. En ese momento vuelven a ponerse en contacto con Morten Harket, que esta vez accede a unirse a ellos. El 14 de septiembre de 1982, Pål Waaktaar, Magne Furuholmen y Morten Harket forma A-ha.
El 15 de agosto de 2018, 37 años después de su grabación, la banda hizo público finalmente su segundo trabajo, titulado Våkenatt.

## Discografía
| Año  | Tipo             | Título y detalles |
| ---- | ---------------- | --- |
| 1980 | Álbum de estudio | Fakkeltog - Lanzamiento: 22 de agosto de 1980. - Sello: Våkenatt. - Formato: LP (12"). |
| 2018 | Álbum de estudio | Våkenatt - Lanzamiento: 15 de agosto de 2018. - Sello: Rockheim Musical Archives (ed. limitada), Korova. - Formatos: LP, CD y digital. |
| 2020 | Sencillo         | "Miss Eerie" Compositores: Pål Waaktaar y Magne Furuholmen / duración: 2:22. - Lanzamiento: 26 de marzo de 2020. - Editorial: This Day in Music Books. - Formato: 7" (incluido con la edición limitada del libro a-ha: Down to the Tracks.) |

## Legado
La banda Bridges sentó las bases para la formación de A-ha, de forma que Magne Furuholmen quedó fijo como teclista, Pål Waaktaar como guitarrista y compositor principal, mientras que Morten Harket tomó el cargo de vocalista. La nueva banda reutilizó parte del material publicado e inédito de Bridges, entre ellas:
- Parte de la letra de las canciones "May the Last Dance Be Mine" y "Every Mortal Night" del álbum Fakkeltog fue reutilizada en la canción "This Alone Is Love" para el tercer álbum de A-ha, Stay on These Roads (1988).
- La canción "The Vacant" de Fakkeltog fue versionada y rebautizada como "Sox of the Fox" por A-ha para el álbum MTV Unplugged – Summer Solstice (2017).
- Las canciones "Soft Rains of April" y "The Leap" del álbum Våkenatt fueron regrabadas e incluidas en el segundo álbum de A-ha, Scoundrel Days (1986). La segunda de ellas, fue rebautizada como la canción que da nombre al álbum.
- La canción "All the Planes that Come in on the Quiet" del álbum Våkenatt fue regrabada por A-ha, pero nunca incluida en un álbum del estudio de la banda. Una maqueta de esa versión está incluida en varias reediciones del álbum debut de la banda, Hunting High and Low (1985).
- Una maqueta que la banda denominaba "The Juicyfruit Song" es la original que dio lugar a la canción "Take on Me" (1985) que es el mayor éxito de A-ha. La versión de Bridges bajo el título "Miss Eerie" fue publicada en el año 2020. Fue escrita compuesto por Pål Waaktaar y Magne Furuholmen.